# Bowers Glacier
Bowers Glacier är en glaciär i Antarktis. Den ligger i Östantarktis. Nya Zeeland gör anspråk på området. Bowers Glacier ligger 900 meter över havet.
Terrängen runt Bowers Glacier är varierad, och sluttar norrut. Trakten är obefolkad. Det finns inga samhällen i närheten.